# Gottfried Brandl
Gottfried Brandl (* 11. November 1905 in Knittelfeld, Steiermark; † 7. Mai 1988 in Graz, Steiermark) war ein österreichischer Politiker (ÖVP).

## Leben

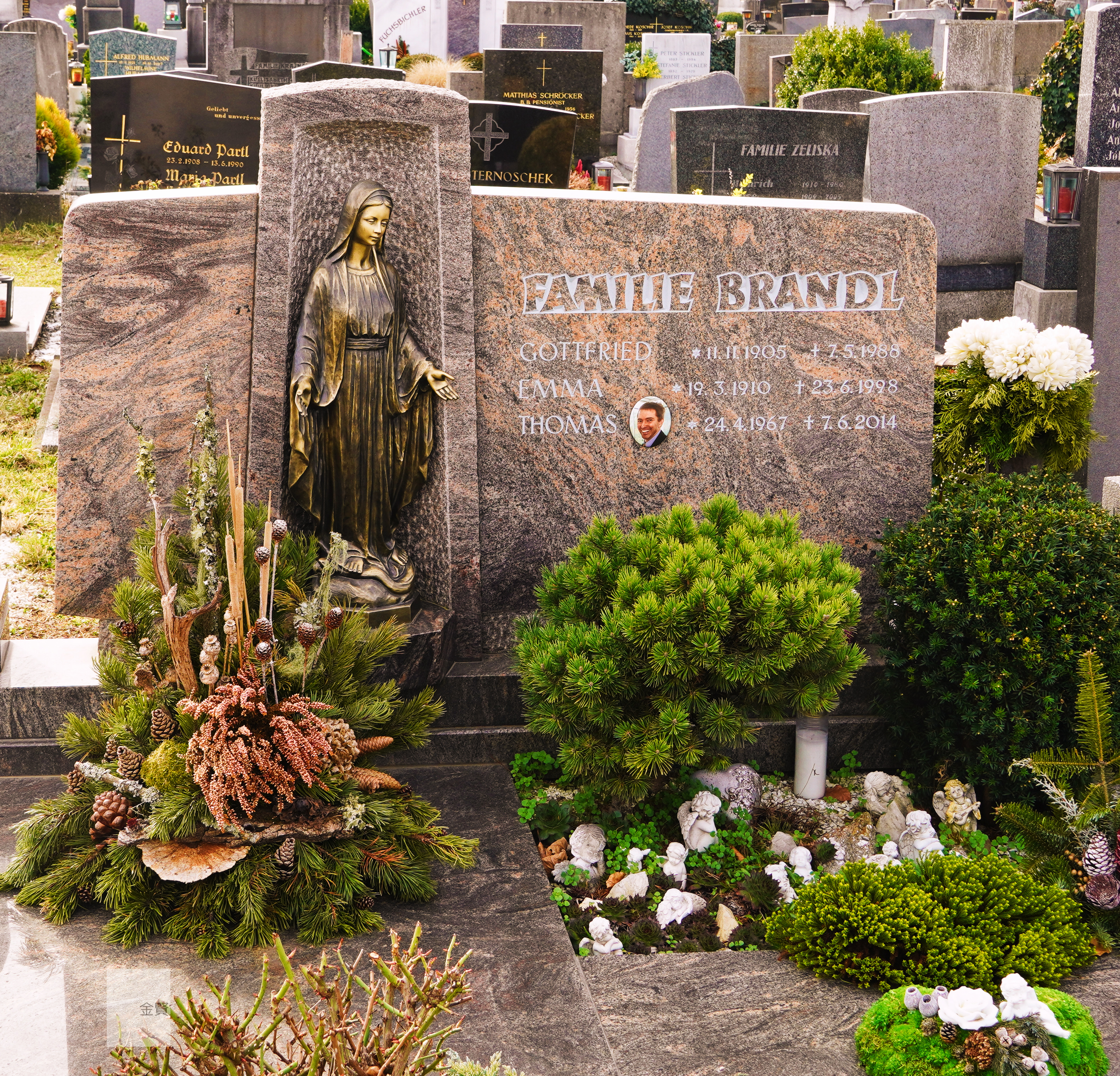
Grabstätte der Familie Brandl auf dem Steinfeldfriedhof in Graz

Nach Besuch der Volksschule und fünf Klassen Realschule in Knittelfeld absolvierte Gottfried Brandl eine höhere Forstlehranstalt. Nach Ablegen der Staatsprüfung war Brandl Förster von Beruf. Als junger Mann kam Brandl nach Niederösterreich, wo er in Heiligenkreuz ein neues Zuhause fand. Hier wurde er im September 1939 vom Stift Heiligenkreuz als Kanzleiförster aufgenommen, eine eher administrative Tätigkeit.
Von 1941 bis 1945 diente auch Brandl als Soldat der Wehrmacht im Zweiten Weltkrieg.
Nach dem Krieg zeichnete Brandl maßgeblich für den Aufbau der neuen Österreichischen Volkspartei (ÖVP) im Bezirk Baden und speziell in Heiligenkreuz verantwortlich. Im Februar 1951 wurde er darum zum Bürgermeister von Heiligenkreuz gewählt. Dieses Amt bekleidete er jedoch nur etwas mehr als ein Jahr, bis April 1952.
Danach zog es Brandl zurück in seine steirische Heimat, wo er noch 1952 zum Präsidenten der steirischen Landwirtschaftskammer gewählt wurde.
Im Jahr 1957 zog er für die ÖVP als Abgeordneter in den Landtag Steiermark ein. Diesem gehörte er acht Jahre lang, bis 1965 an. Im April desselben Jahres wurde er in Wien als Mitglied des Bundesrats vereidigt. Als Bundesrat vertrat Brandl bis Mai 1970 die Interessen seines Heimatbundeslandes.